# 陳達 (1892年)
陈达（1892年4月30日—1975年1月16日），又名邦达，字通夫。中国社会学家、人口学家。浙江省餘杭縣东乡里河村人。现代中国人口学的开拓者之一。注重实际调查，提出了生存竞争与成绩竞争的理论。较早提出节育。中央研究院院士。曾任国际人口学会副会长。

## 生平
14歲進餘杭縣立高級小學，學習勤奮，3年畢業。因成績優異，被保送至杭州府立中學(後來改名為杭州第一中學)，插班讀二年級。1911年，陳達在杭州考取清華學校公費留美預備班。次年赴北京，在該班學習4年，同班同学有吴宓、洪深等。在校期间在《清华周刊》发表多篇译文和评论。1916年畢業後，由該校公費保送到美國留學。先在立德學院學習外交兩年，獲得學土學位後，轉至哥倫比亞大學攻讀社會學系。1920年獲碩士學位，1923年再獲社會學博士學位。
1919年任中国学生季报主纂。
1923年回国，执教于清华学校（1929年改为清华大学），讲授现代文化。1924年任《清华学报》主编。1925年应美国某学会之约，对中国工人和农民做了四个月的调查，据报告发布了演讲“中国社会改造问题”。并写有《民国十五年国内工人罢工的分析》一文。
1926年创办该校社会学系（1928年改名社会人类学系），并任系主任（至1941年潘光旦接任，1946年再次担任），也是当时系中唯一的教授。1926年曾任内政部统计司司长数月。抗日战争时期任西南联合大学社会学系主任和清华大学国情普查研究所所长。
1948年，当选为中央研究院第一屆院士。
1952年院系调整，先后担任中央财经学院教授、中央劳动部劳动干部学校教授和副校长、劳动部劳动保护司副司长、中国人民大学教授。第三、四届政协委员，北京市人大代表。
1957年在《新建设》发表《节育、晚婚和新中国人口问题》一文，指出：“从1953年人口普查以后，新中国的人口每年在增加一千万以上，必须认真解决人民就业和降低出生率问题。”富有卓见，但被错划为“右派”。1960年改正。据清华社会学系校友王胜泉回忆，反右后有一年他去陈先生家贺春节，谈话中涉及当时的中国人口问题，陈先生十分肯定地对他说：“中国人口太多，就会给经济建设带来负担，绝不会因为人多就力量大。中国人口规模非得控制不可。”王胜泉校友当时听到这些话大吃一惊。因为“人多力量大”是毛泽东的话，陈先生的这些话当时是被看作“反党反社会主义大毒草”的，反右时他的这种观点便被痛批过。然而为了坚持真理，他还是要说，足见他的骨气。
1975年1月16日病逝后，骨灰存放八宝山革命公墓。

## 主要著作
- 《华侨──关于劳动条件的专门考察》(英文版，1923年)
- 《中国劳工问题》（1929）
- 《人口问题》(1934)
- 《南洋华侨与闽粤社会》(1938)
- 《华南侨乡》（英文版，1940）
- 《现代中国人口问题》（英文版，1946）
- 《抗日战争和解放战争工人运动史》